# Deutsche Poolbillard-Meisterschaft 2009 (Rollstuhlfahrer)
Die Deutsche Poolbillard-Meisterschaft 2009 war die erste Austragung zur Ermittlung der nationalen Meistertitel der Rollstuhlfahrer in der Billardvariante Poolbillard. Sie wurde vom 27. bis 30. Oktober 2009 in der Wandelhalle in Bad Wildungen im Rahmen der Deutschen Billard-Meisterschaft ausgetragen.
Es wurden die Deutschen Meister in den Disziplinen 8-Ball und 9-Ball ermittelt.

## Medaillengewinner
| Disziplin | Gold                         | Silber                  | Bronze                 |
| --------- | ---------------------------- | ----------------------- | ---------------------- |
| 8-Ball    | Tankred Volkmer PBC Backnang | Joachim Schuler BSC Ulm | Marc Buchen BC Neu-Ulm |
| 9-Ball    | Tankred Volkmer PBC Backnang | Joachim Schuler BSC Ulm | Marc Buchen BC Neu-Ulm |

## Modus
Die fünf teilnehmenden Spieler spielten im Round Robin-Modus gegeneinander.

## Wettbewerbe

### 8-Ball
Der Wettbewerb in der Disziplin 8-Ball wurde am 27. Oktober 2009 ausgetragen.
- Manfred Gattinger – Marc Buchen 2:3
- Peter Rupprecht – Tankred Volkmer 1:3
- Tankred Volkmer – Marc Buchen 3:1
- Joachim Schuler – Peter Rupprecht 3:0
- Joachim Schuler – Tankred Volkmer 0:3
- Peter Rupprecht – Manfred Gattinger 1:3
- Tankred Volkmer – Manfred Gattinger 3:1
- Marc Buchen – Joachim Schuler 1:3
- Manfred Gattinger – Joachim Schuler 0:3
- Peter Rupprecht – Marc Buchen 3:2

| Platz | Spieler           | Verein        | G | V |
| ----- | ----------------- | ------------- | - | - |
| 1     | Tankred Volkmer   | PBC Backnang  | 4 | 0 |
| 2     | Joachim Schuler   | BSC Ulm       | 3 | 1 |
| 3     | Marc Buchen       | BC Neu-Ulm    | 1 | 3 |
| 4     | Manfred Gattinger | 1. PBC Passau | 1 | 3 |
| 5     | Peter Rupprecht   | BF Bruchsal   | 1 | 3 |

### 9-Ball
Der Wettbewerb in der Disziplin 9-Ball wurde vom 29. bis 30. Oktober 2009 ausgetragen.
- Manfred Gattinger – Marc Buchen 2:4
- Peter Rupprecht – Tankred Volkmer 1:4
- Tankred Volkmer – Marc Buchen 4:0
- Joachim Schuler – Peter Rupprecht 2:4
- Joachim Schuler – Tankred Volkmer 2:4
- Peter Rupprecht – Manfred Gattinger 4:2
- Tankred Volkmer – Manfred Gattinger 4:0
- Marc Buchen – Joachim Schuler 3:4
- Manfred Gattinger – Joachim Schuler 1:4
- Peter Rupprecht – Marc Buchen 2:4

| Platz | Spieler           | Verein        | G | V |
| ----- | ----------------- | ------------- | - | - |
| 1     | Tankred Volkmer   | PBC Backnang  | 4 | 0 |
| 2     | Joachim Schuler   | BSC Ulm       | 2 | 2 |
| 3     | Marc Buchen       | BC Neu-Ulm    | 2 | 2 |
| 4     | Peter Rupprecht   | BF Bruchsal   | 2 | 2 |
| 5     | Manfred Gattinger | 1. PBC Passau | 0 | 4 |